# Monte Testaccio
Monte Testaccio [monte testattʃo], ook wel Monte Testaceo of Monte dei cocci, is een kunstmatig aangelegde heuvel in Rome die bijna volledig bestaat uit testae (cocci in het Italiaans), scherven van gebroken oud Romeins aardewerk, bijna allemaal afgedankte amforen daterend uit de tijd van het Romeinse Rijk, waarvan sommige zijn gelabeld met tituli picti. Het is een van de grootste steenbergen die ooit in de antieke wereld is gevonden. De Monte Testaccio heeft aan de voet van de helling een oppervlakte van 2 hectare en heeft een volume van circa 580.000 m³ met daarin de scherven van naar schatting 53 miljoen amforen. De berg heeft een omtrek van bijna een kilometer en een hoogte van 35 meter, maar was in de oudheid waarschijnlijk aanzienlijk hoger. De schervenbelt bevindt zich vlak bij de oostelijke oever van de rivier de Tiber in de buurt van de Horrea Galbae (Romeinse pakhuizen) waar in de late 2e eeuw n.Chr. de door de staat gecontroleerde voorraad olijfolie werd opgeslagen. De heuvel kreeg later een zowel religieuze als militaire betekenis.

## Structuur en doel

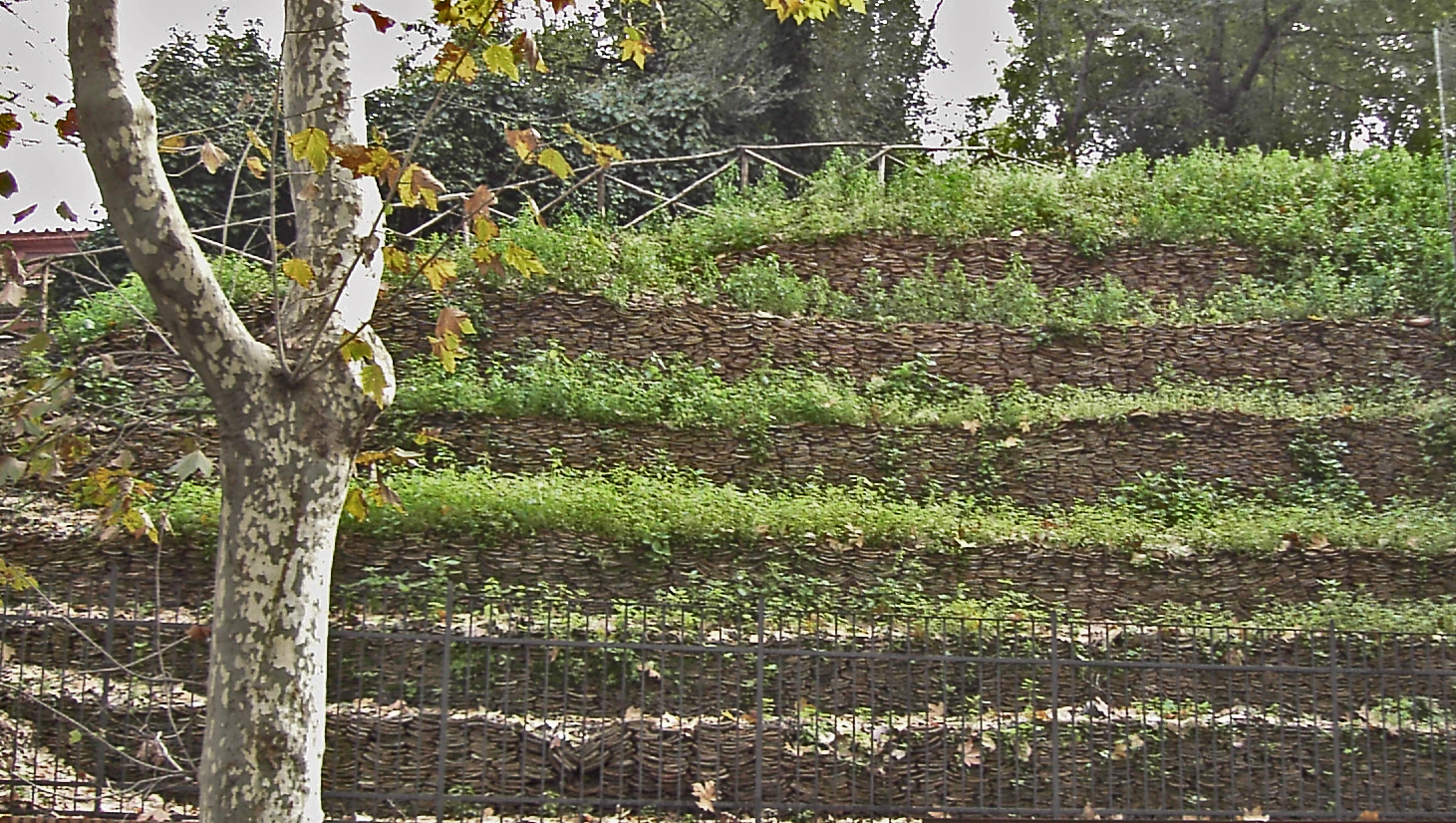
Terrassen op de Monte Testaccio

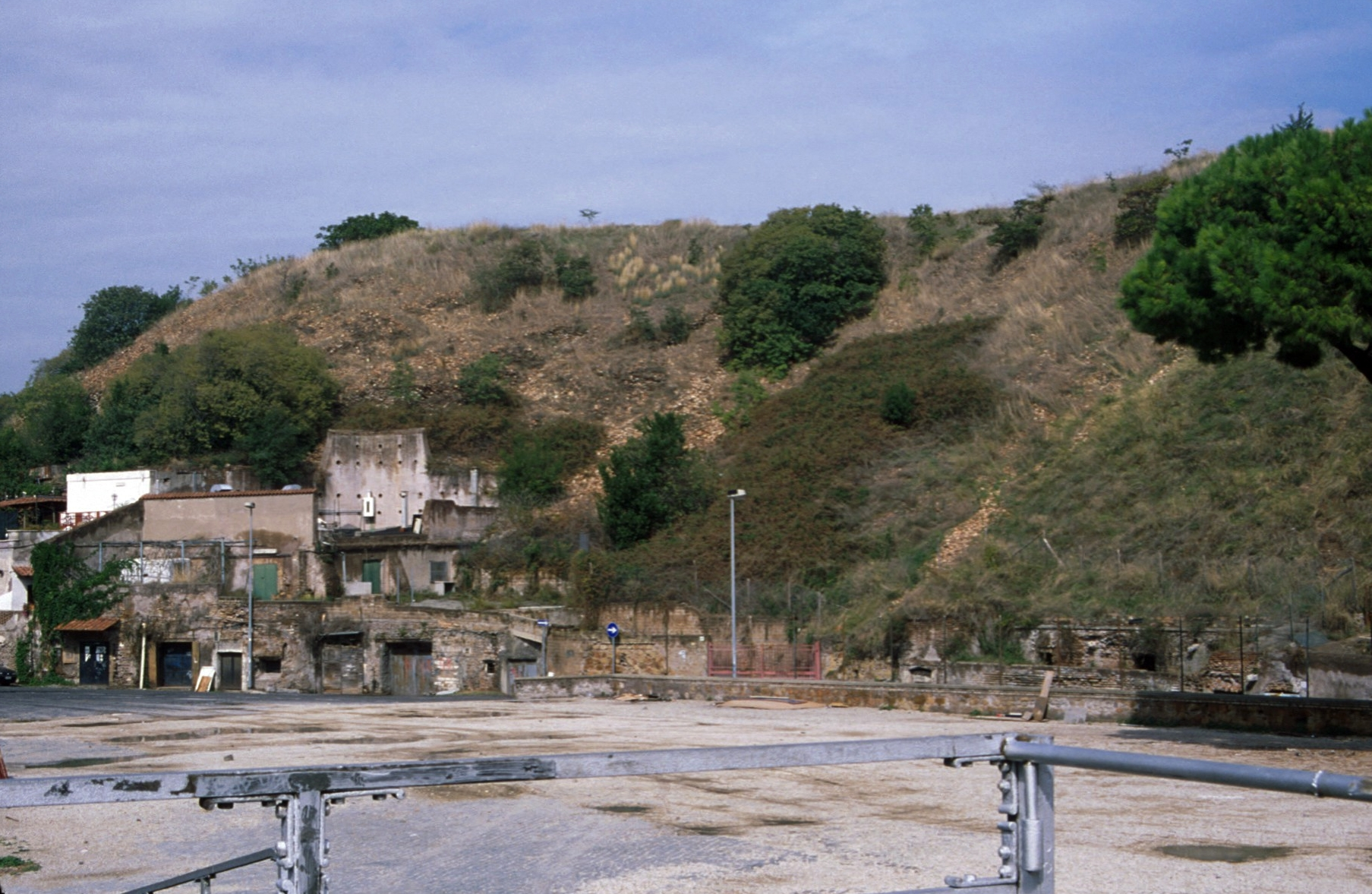
Monte Testaccio

De grote aantallen gebroken amforen bij de Monte Testaccio wijzen op de grote vraag naar olijfolie in het keizerlijke Rome, destijds de grootste stad ter wereld met een bevolking van minstens een miljoen inwoners. Er wordt geschat dat de heuvel de restanten bevat van maar liefst 53 miljoen olijfolie-amforen, waarin ongeveer 6 miljard liter olijfolie werd geïmporteerd. Uit onderzoek naar de samenstelling van de heuvel blijkt dat de invoer van olijfolie door Rome een hoogtepunt bereikte tegen het einde van de 2e eeuw n.Chr. toen er jaarlijks 30.000 amforen naar de stortplaats werden afgevoerd. Het overgrote deel van die amforen had een inhoud van circa 70 liter. Hieruit kan worden afgeleid dat Rome jaarlijks naar schatting minstens 7,5 miljoen liter olijfolie importeerde. Aangezien de gevonden amforen bij de Monte Testaccio voornamelijk op door de staat gesubsidieerde olijfolie-import lijken te duiden, is het zeer waarschijnlijk dat aanzienlijke extra hoeveelheden olijfolie voor privégebruik werden geïmporteerd.
De Monte Testaccio was niet een lukraak ontstane afvalberg, maar goed georganiseerd, zorgvuldig ontworpen en vermoedelijk beheerd door een overheidsinstantie. Opgravingen uit 1991 hebben aangetoond dat de heuvel terrasvormig is opgehoogd. De steunmuren bestonden uit vrijwel onbeschadigde, met scherven gevulde amforen, die de lagen op hun plaats verankerden. De lege amforen werden waarschijnlijk op de rug van ezels of muilezels de heuvel opgedragen en vervolgens ter plaatse gebroken. De scherven werden in een stabiel patroon neergelegd. Waarschijnlijk werd over de kapotte kruiken kalk gestrooid om de geur van ranzige olie te neutraliseren.
Omdat de oudste delen van de Monte Testaccio zich onderop bevinden, kan de ontstaansdatum niet met zekerheid worden vastgesteld. De met graafmachines gevonden afzettingen dateren uit een periode tussen ongeveer 140 en 250. Het storten van afval op deze locatie kan echter ook al in de 1e eeuw v.Chr. zijn begonnen. De heuvel heeft ruwweg een driehoekige vorm en bestaat uit twee afzonderlijke platforms waarvan de oostkant de oudste is. Ten minste vier verschillende reeksen terrassen zijn trapvormig op elkaar gelegd. Op sommige plaatsen zijn lagen met kleine scherven neergelegd die mogelijk dienden als paden voor degenen die het afval verwerkten.

## Hergebruik en stort van amforen
De heuvel werd gebouwd met voornamelijk fragmenten van grote, dikbuikige amforen met een inhoud van 70 liter uit Baetica (de regio van de Guadalquivir-rivier in het huidige Spanje), die nu bekend zijn als het Dressel 20 type. In de heuvel zijn ook kleinere aantallen van twee soorten amforen uit Tripolitania (Libië) en Byzacena (Tunesië) gevonden. De drie soorten amforen werden allemaal gebruikt om olijfolie in te vervoeren of te bewaren. Het is onduidelijk waarom de Monte Testaccio werd gebouwd met alleen scherven van olijfolie-amforen. De olijfolie zelf werd waarschijnlijk in grote vaten gedecanteerd en vervolgens gelost in de haven, op vrijwel identieke wijze als andere stapelproducten zoals graan. Er bestaat geen vergelijkbare schervenbelt met graan- en/of wijnamforen. De overgrote meerderheid van de amforen die op de Monte Testaccio zijn gevonden is van één type. Dit roept de vraag op waarom de Romeinen de olijfolie-amforen op deze wijze moesten afvoeren.
Een mogelijkheid is dat amforen van het type Dressel 20, die het meest gevonden werden in de Monte Testaccio, zeer moeilijk te recyclen waren. Veel amforen konden worden hergebruikt om gelijksoortige producten in te vervoeren of om in aangepaste vorm, bijvoorbeeld als afvoerpijpen of bloempotten, voor een ander doel te worden gebruikt. De scherven van de meeste amforen konden worden vergruisd tot een component in opus signinum (een soort beton dat vaak als bouwmateriaal wordt gebruikt) of als afval gestort. Amforen van het type Dressel 20 braken echter in grote bolvormige fragmenten uiteen en waren moeilijk te reduceren tot kleine scherven. Waarschijnlijk was de moeilijkheid van hergebruik of herbestemming van amforen van het type Dressel 20 reden om ze weg te gooien.
Een andere reden om olijfolie-amforen niet te recyclen tot beton van het type opus signinum kan zijn geweest dat de scherven vanwege het olijfolieresidu te vettig waren.Bovendien gaat olie een chemische reactie aan met kalk (een hoofdbestanddeel van beton) resulterend in het product zeep. De kwaliteit van een dergelijk beton zou onvoldoende zijn. Tarwe- en wijnamforen waren daarentegen "schoon" genoeg om in beton te worden gerecycled.

## Tituli picti

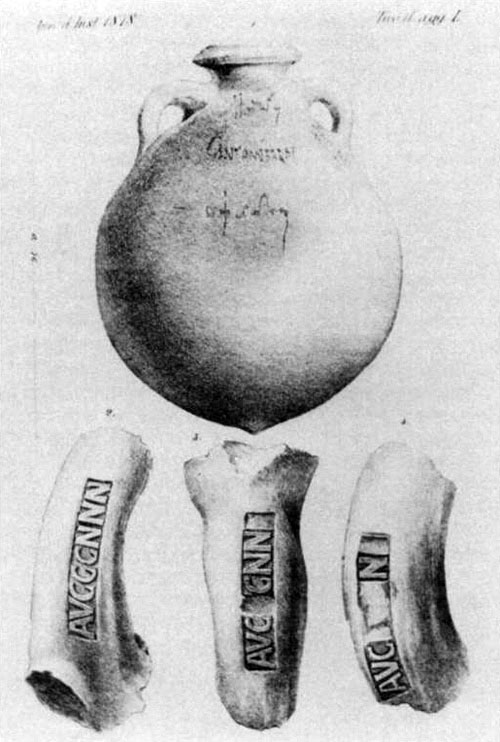
Een Dressel 20 amfoor met voorbeelden van tituli picti en pottenbakkerstempels gevonden op de Monte Testaccio

De Monte Testaccio heeft archeologen een uniek inzicht gegeven in de economie van het oude Rome. Amforen die op de schervenbelt waren gestort, waren vaak voorzien van verpakkingslabels (tituli picti). Een titulus pictus is een geschilderde of gestempelde inscriptie die informatie bevat zoals het gewicht van de olie in de amfoor, de namen van personen die de olie hebben gewogen en gedocumenteerd en de naam van het district waar de olie oorspronkelijk werd gebotteld. Hierdoor hebben archeologen kunnen vaststellen dat de olijfolie in de amforen onder staatsgezag werd geïmporteerd en bestemd waren voor de annona urbis (distributie onder het volk van Rome) of de annona militaris (distributie onder het leger). Op sommige van de inscripties die gevonden zijn op amforen uit het midden van de 2e eeuw in de Monte Testaccio staat specifiek vermeld dat de olijfolie die ze ooit bevatten, werd geleverd aan de praefectus annonae (een Romeins functionaris die aangesteld werd om toezicht te houden op de graanvoorraad van Rome). Mogelijk werd de Monte Testaccio ook beheerd door de praefectus annonae.
De tituli picti op de amforen uit de Monte Testaccio hebben vaak een standaard volgorde. Dit wijst op een streng inspectie om de handel te controleren en fraude te ontmoedigen. Een amfoor werd eerst leeg gewogen. Daarna werd het gewicht op de buitenkant genoteerd. Vervolgens werd de naam van de exporthandelaar genoteerd, gevolgd door een regel met het gewicht van de olie in de amfoor (minus het eerder bepaalde gewicht van de amfoor). Degenen die verantwoordelijk waren voor het uitvoeren en controleren van de weging zetten hun naam en de locatie van de boerderij vanwaar de olie afkomstig was op de amfoor. De pottenbakker die de amfoor had gemaakt, was af te leiden uit een pottenbakkerstempel op het handvat van de amfoor.
De inscripties zijn ook een bewijs van de structuur van de olijfolie-export. Behalve afzonderlijke namen bevatten veel inscripties combinaties zoals: "de twee Aurelii Heraclae, vader en zoon", "de Fadii", "Cutius Celsianus en Fabius Galaticus", "de twee Junii, Melissus en Melissa", "de partners Hyacinthus, Isidorus en Pollio" en "L. Marius Phoebus en de Vibii, Viator en Retitutus". Veel van de betrokkenen in de olijfolie-export waren lid van coöperaties. Het waren misschien kleine werkplaatsen (figlinae) met zakenpartners, maatschappen tussen vader en zoon en vakbekwame, vrijgelaten slaven met de status van Libertus.

## Latere geschiedenis

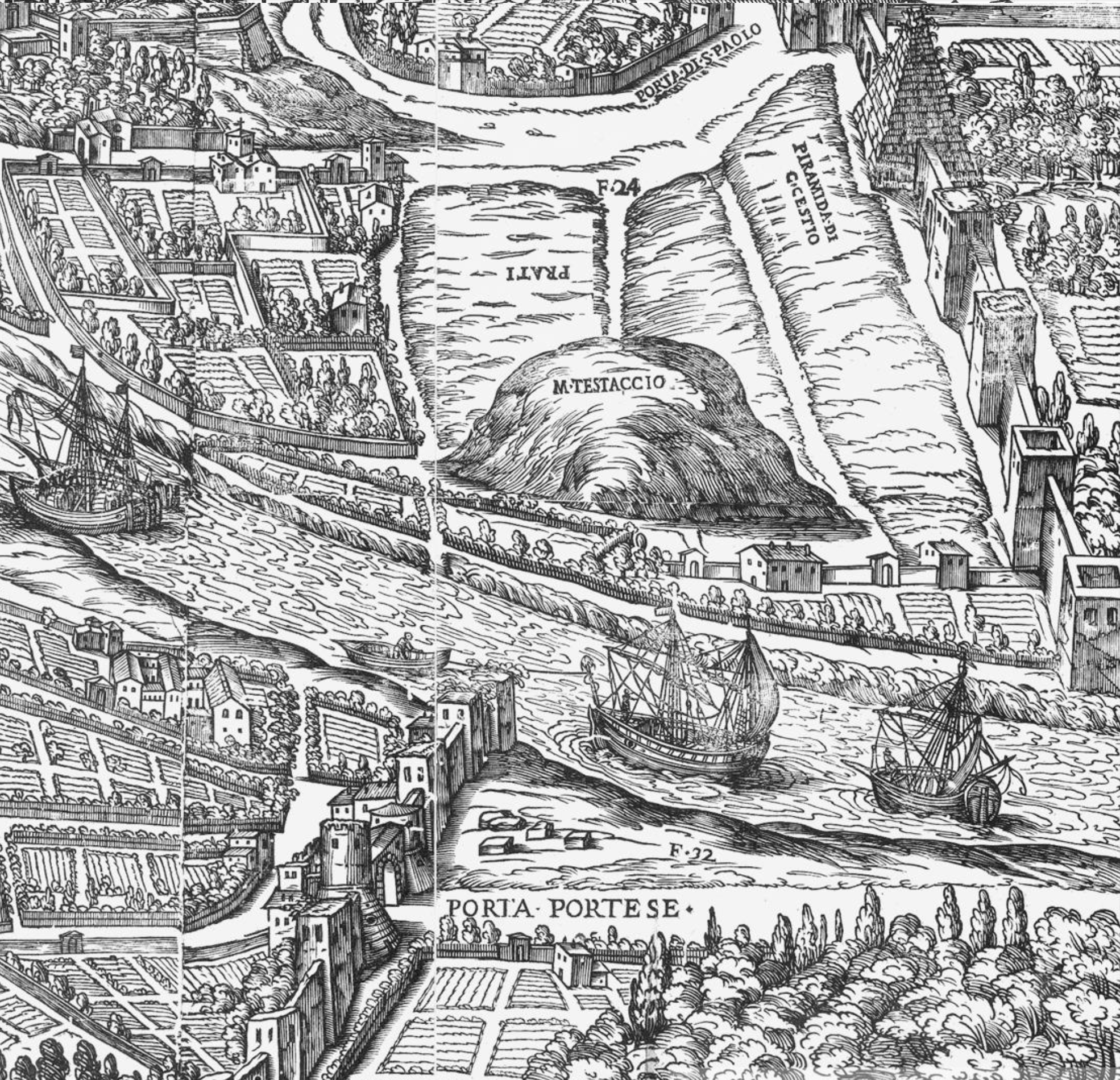
De wijk Testaccio in 1625, met de Monte Testaccio omringd door woestenij

Het gebruik van de Monte Testaccio als stortplaats voor amforen lijkt na ongeveer 260 n.Chr. te zijn gestopt, mogelijk omdat de kades van de stad naar elders werden verplaatst. In deze periode werd ook een nieuw type amfoor geïntroduceerd voor het vervoeren van olijfolie. Het bleef noodzakelijk om deze grote amforen af te voeren. In negen gebouwen die in de 4e eeuw n.Chr. in de omgeving van Rome waren gebouwd, zijn amforen gebruikt als opvulling of het lichter maken van betonnen constructies. Een voorbeeld is het Circus van Maxentius dat tussen 308 en 312 n.Chr. op circa vijf kilometer van de Via Appia werd gebouwd. Hier werden naar schatting minstens 6.000 en waarschijnlijk zelfs 10.000 amforen gebruikt. Zoals Peña opmerkt "zou de praefectura annonae door deze amforen naar staatsgesubsidieerde bouwprojecten te sturen - als opvulling in betonnen gewelven - erin zijn geslaagd grote aantallen onbruikbare olijfolie-amforen af te voeren. Bovendien werd daardoor bezuinigd op de hoeveelheid kalk, zand en puin die nodig zou zijn geweest om deze projecten te voltooien."
Na de val van Rome werd het gebied rondom de heuvel grotendeels verlaten. Op een prent uit 1625 staat de Monte Testaccio afgebeeld als geïsoleerde heuvel op een braakliggend land binnen de oude stadsmuren. Zelfs in het midden van de 19e eeuw was de omgeving slechts een "romantische woestenij" met hier en daar "een paar armoedige huizen". In de Middeleeuwen vonden er op de Monte Testaccio steekspelen en toernooien plaats. Op en rondom de heuvel werd voorafgaand aan Pasen Quaresima (vastentijd) gevierd. Als onderdeel van de festiviteiten werden varkens op twee karren geladen en naar de top van de heuvel gesleept, waar ze werden vrijgelaten om naar beneden te rennen. Onderaan de heuvel werden de varkens door toekijkende feestvierders gevangen, in stukken gehakt en gebraden.

Toen Stendhal in 1827 een bezoek bracht aan de Monte Testaccio was het nog in gebruik als recreatiegebied. Een 19e-eeuwse reiziger die de locatie een paar jaar eerder had bezocht, beschreef het jaarlijkse festival dat op de top van de Monte Testaccio werd gehouden:
"Iedere zondag en donderdag in de maand oktober trekken bijna alle inwoners van Rome, rijk en arm, naar deze plek waar talloze tafels zijn gedekt met verfrissingen en gekoelde wijn uit degewelven. Er is geen opwindender tafereel denkbaar dan het aanzicht van de top van deze heuvel. Groepjes homoseksuelen dansen de saltarella tussen de uitgelaten bezoekers die aan de tafels zitten. Lange rijen wandelaars die hun rijtuigen aan de voet van de heuvel hebben geparkeerd, kuieren rond om van het feestelijk tafereel te genieten..."
In 1849 was de heuvel kortstondig van militair belang voor de opgestelde kanonnen van Giuseppe Garibaldi tijdens de succesvolle verdediging van Rome tegen een aanvallend Frans leger. De economische betekenis van de heuvel was iets groter. Het binnenste van de heuvel bleek namelijk opvallend verkoelende eigenschappen te hebben. Onderzoekers schreven dit toe aan de ventilatie die ontstond door de poreuze structuur van de Monte Testaccio. Dit bleek ideaal voor wijnopslag tijdens de hitte van de Romeinse zomers en reden om er grotten uit te gegraven.
De Monte Testaccio had ook een religieuze betekenis. Op Goede Vrijdag representeerde het de heuvel van Golgotha in Jeruzalem. Tijdens een door de paus geleide processie naar de top werden er kruisen geplaatst die het kruis van Jezus en de kruisen van de twee dieven die naast hem werden gekruisigd voorstelden. Op de top van de Monte Testaccio staat nog steeds een kruis ter herdenking van de gebeurtenis. Pas na de Tweede Wereldoorlog onderging het gebied rondom de heuvel een herstructurering als arbeidersbuurt.
In januari 1872 ging het eerste archeologische onderzoek van de Monte Testaccio van start onder leiding van de Duitse archeoloog Heinrich Dressel. Hij publiceerde zijn resultaten in 1878. Verdere werkzaamheden werden in de jaren tachtig van deze eeuw uitgevoerd door de Spaanse archeologen Emilio Rodríguez Almeida en José Remesal Rodríguez.

## Verder lezen
- Dressel, H. (1878). Ricerche sul monte testaccio. Rome : Salviucci
- Rodriguez Almeida, E. (1980). "Alcuni aspetti della topografia e dell' archeologia attorno al monte Testaccio." In, JM Blazquez Martinez, uitg. Produccion y comercio del aceite en la antiguedad (Madrid): 103-31. ISBN 84-7491-025-0
- Rodriguez Almeida, E. (1984). Il Monte Testaccio, ambiente, storia, materiale. Rome: Quasar. ISBN 88-85020-57-7[
- Rodriguez Almeida, E. & Remesal Rodríguez, José (1994). Excavaciones arqueológicas en el Monte Testaccio (Roma). Madrid : Ministerio de Cultura, Dirección General de Bellas Artes y Archivos, Instituto de Conservación en Restauración de Bienes Culturales. ISBN 84-8181-006-1
- Remesal Rodríguez J. (2019). "Monte Testaccio" (Rome, Italië), in, Smith C. (eds) Encyclopedia of Global Archaeology . Springer, Cham. DOI:10.1007/978-3-319-51726-1_3331-1